# Zona de amigos

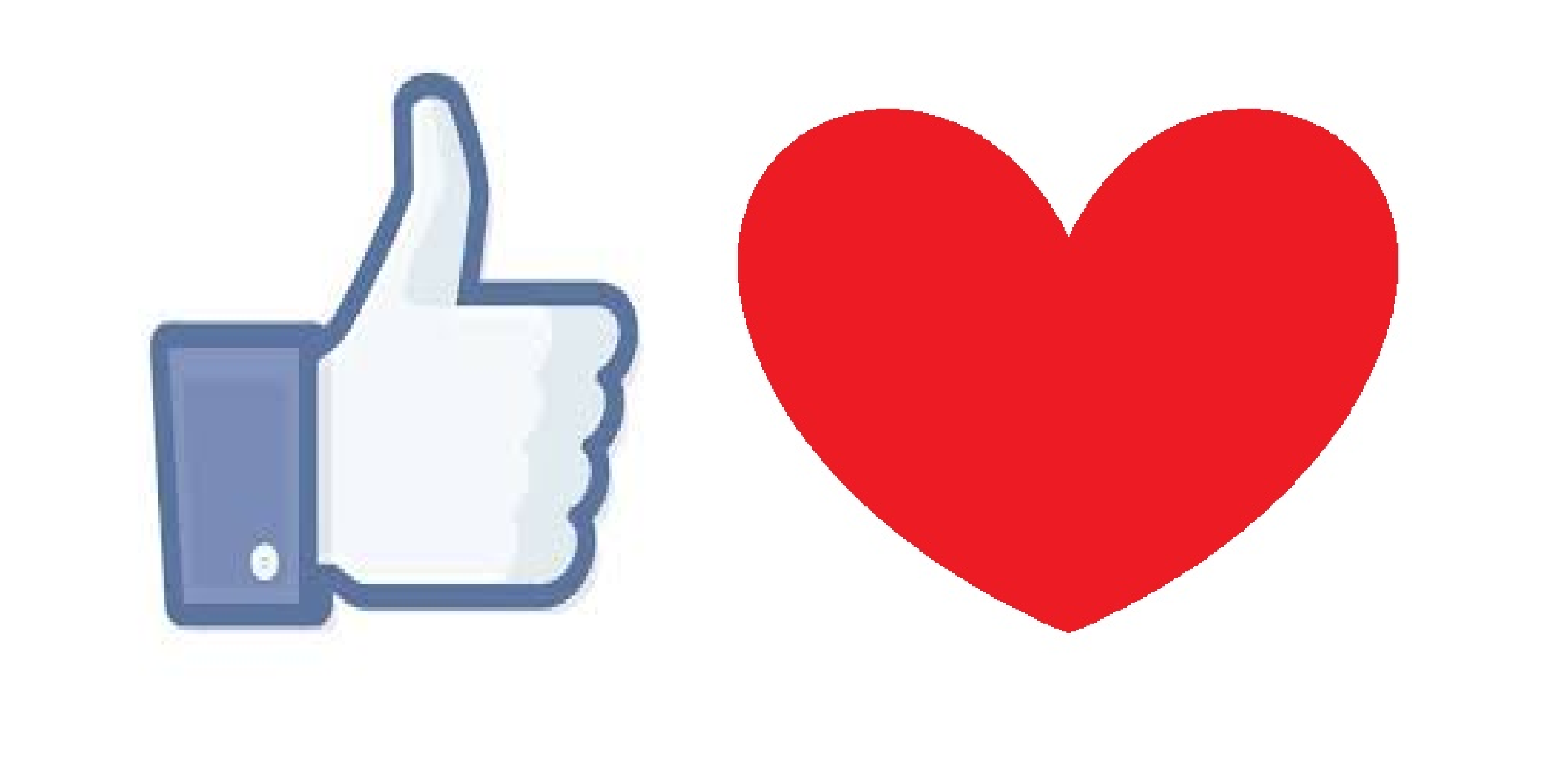
Representación gráfica simbólica de la zona de amigos. El rechazo al amor de una de las partes hacia la otra.

En la cultura popular, se conoce como zona de amigos o zona de amistad (del anglicismo friendzone) a una relación interpersonal entre dos personas, donde una tiende a enamorarse y la otra no.  
Una vez que la llamada zona de amistad se establece, es difícil ir más allá de ese punto, generando una situación de asimetría o desbalance donde una persona se siente atraída romántica o sexualmente por otra, que no siente esa atracción. Puede existir una base neurobiológica para que estas relaciones se establezcan.

## Desarrollo de la idea
El término friendzone se ha usado desde hace algunas décadas aunque se hizo especialmente popular a partir del siglo XXI. La zona de amistad es un tópico de la cultura popular que se podría resumir más o menos así: A un chico le gusta una chica, hacen muy buenas migas y empiezan a salir. Cuando el hombre siente que quizás es el momento de llevar las cosas un poco más lejos, él le pregunta a ella sobre una posible relación, pero ella no busca eso por el momento con esa persona porque solo lo ve como un amigo. En ese momento, el enamorado ha entrado en la «zona de amistad». Ser rechazado por la persona que a uno le gusta suele ser algo duro, e incluso puede llegar a lastimar a la persona afectada; sin embargo, las personas que han tenido este tipo de situaciones una vez, pueden volver a tenerlas en un futuro.
Hay diferentes explicaciones acerca de lo que hace que una persona sea colocada en la zona de amistad por otro; un informe supone que algunas mujeres u hombres no ven a sus amigos como potenciales intereses amorosos, porque temen que la profundización de su relación pueda causar una pérdida de romance y misterio, o dar lugar a un rechazo posterior. O simplemente, porque la otra persona no les atrae sexualmente, pero el uso peyorativo de esta expresión tiende a ignorar ese motivo tan sencillo.
Michael Oghia, autor del blog LOVEanon, menciona que muchas de las personas desarrollan una amistad con la persona a conquistar solo por el hecho de que le atrae o busca tener una relación con ella lo cual resulta injusto para ambas partes. 

“Sé honesto contigo mismo. ¿Eres amigo(a) de esa persona porque realmente te cae bien? ¿O solo eres su amigo porque te atrae esa persona? Pienso que tu propia sinceridad es el primer paso para reflexionar acerca de eso“.

 Muchas de las relaciones son movidas más por la atracción que por amor.

## Cultura popular
Actualmente las redes sociales y diversos sitios web han popularizado la expresión de múltiples maneras. Muchas series de TV o películas incluyen el término en sus historias.

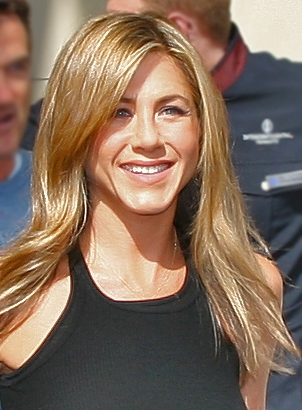
Jennifer Aniston interpretó a Rachel Green en la serie Friends.

El término fue popularizado por un episodio de la serie de televisión estadounidense Friends, donde el personaje de Ross Geller estaba enamorado de Rachel Green. 
Mientras hablaba con su amigo Joey Tribbiani, este declaró que Ross no sólo había sido puesto en la zona de amistad, sino que también fue nombrado presidente de la zona de amistad. La cuestión de si un hombre puede escapar de la zona y empezar a salir con uno de sus amigas, era un ingrediente principal en la relación de Ross y Rachel.
El comediante Chris Rock realizó una rutina de mantener a las mujeres acerca de amigos platónicos en su álbum Bring the Pain, en 1996, donde habló acerca de los hombres que están atrapados en la zona de amistad.
El programa de televisión Scrubs, utiliza el término en el episodio de la primera temporada de My Best Friend's Mistake. El protagonista JD explica que «una vez que algo importante, un punto de inflexión, se da entre un hombre y una mujer, el integrante interesado en algo más tiene 48 horas para hacer algo al respecto o bien, se quedó en la zona de amistad del desinteresado para siempre». JD no llega a terminar besando a su amor no correspondido, Elliot Reid, en 48 horas, por lo que entra en una habitación de hospital imaginario llamado Pagafantas con una habitación llena de hombres que estaban enamorados de Elliot, pero que a Elliot ya no le atraían.
La película de 2005 Just Friends, trata de la zona de amistad y cómo afecta al personaje principal de la película (interpretado por Ryan Reynolds). Se reúne con su amiga de la escuela secundaria (interpretada por Amy Smart), por primera vez en 10 años, y ella dice que lo ama como un hermano, frustrando las esperanzas de él de tenerla como su novia.
MTV emitió un reality show titulado FriendZone desde 2011 hasta 2013. Cada episodio se basa en «crushers» que son amigos de sus «crushees» pero quieren iniciar una relación con ellos.

## Críticas al término
La escritora y activista feminista Rivu Dasgupta ha argumentado en The Maneater que el concepto de friendzone es sexista. Reconoce que la friendzone puede dirigirse a ambos sexos, pero también que el concepto (al cual relaciona con el tropo de «buen chico») ha implicado que si dos personas tienen una amistad platónica y el hombre se siente románticamente atraído por la mujer, entonces ella tiene la obligación de corresponderle el afecto.
Ally Fogg, periodista de The Guardian, sostiene que, si bien la friendzone no existe en un sentido literal y rechaza categóricamente el término, los hombres que la utilizan no son necesariamente sexistas que se sienten con derecho a tener relaciones sexuales como se suele creer, sino que tienen una baja autoestima y confianza en sí mismos. Atribuye la culpa (de la existencia de esta palabra) a los roles de género arraigados.